# Ponton (pomorstvo)
Ponton je plovni objekt plosnata četverokutna dna, čvrste konstrukcije prekrivene palubom. Služi za prijevoz otpadaka u lukama, kao platforma za bojenje brodova u brodogradilištima, za smještaj građevinskih skela, dizalica, strojeva i drugo, a može služiti i kao plutajući pristan.